# Boris Chambon
Boris Chambon, detto Lupo (Avignone, 18 giugno 1975), è un pilota motociclistico francese ritiratosi dall'attività agonistica.

## Carriera
È considerato membro della triade dei grandi campioni della supermoto, insieme a Thierry Van Den Bosch e Eddy Seel. Il fratello maggiore Stephane detiene 5 titoli francesi di Supermotard e un titolo mondiale Supersport. Ha inoltre vinto per 10 volte il Superbikers di Mettet e 3 volte il Guidon D'or di Parigi.
Tra tutti i superider, è colui che ha partecipato al maggior numero di campionati e uno tra i più titolati. Nel 2005 ha vinto il suo primo titolo di Campione del Mondo di Supermotard nella categoria S2. Nel 2007 ha corso nella categoria S1(450) del Mondiale Supermoto su Kawasaki. Nel 2008 disputa il campionato Mondiale e Italiano su TM Factory nella classe S1. Dal 2009 corre su una Honda 450 in un team privato nel Campionato Francese Supermoto.
Nel 2010 partecipa ancora al Campionato Francese Supermoto ma non più da privato, bensì per il Team Honda 4G. Nel 2011 passa su Suzuki nel team dell'amico nonché ex pilota Stéphane Blot.

## Altri risultati
- 1992: 8º posto Campionato Francese Supermoto
- 1993: 7º posto Campionato Francese Supermoto
- 1994: 2º posto Campionato Francese Supermoto
- 1995: 3º posto Campionato Francese Supermoto
- 1995: 2º posto Superbikers di Mettet
- 1995: 2º posto Guidon d'Or di Parigi
- 1996: Campione Francese Supermoto classe Prestige (su Husqvarna)
- 1996: 2º posto Superbikers di Mettet (su Husqvarna)
- 1997: Campione Francese Supermoto classe 400 (su Husqvarna)
- 1997: 4º posto Campionato Francese Supermoto classe Prestige (su Husqvarna)
- 1997: 3º posto Campionato Tedesco Supermoto (su Husqvarna)
- 1998: 5º posto Campionato Europeo Supermoto (su Husqvarna)
- 1998: 2º posto Campionato Francese Supermoto classe Prestige (su Husqvarna)
- 1998: 3º posto Campionato Tedesco Supermoto (su Husqvarna)
- 1998: 2º posto Guidon d'Or di Parigi (su Husqvarna)
- 1999: 5º posto Campionato Europeo Supermoto (su Husqvarna)
- 1999: Campione d'Italia Supermoto classe Prestige (su Husqvarna)
- 1999: 2º posto Campionato Francese Supermoto classe Prestige (su Husqvarna)
- 1999: 2º posto Campionato Francese Supermoto classe 400 (su Husqvarna)
- 1999: Vincitore Guidon D'or di Parigi (su Husqvarna)
- 2000: 3º posto Campionato Europeo Supermoto (su Husqvarna)
- 2000: Campione d'Italia Supermoto classe Prestige (su Husqvarna)
- 2000: Campione d'Italia Supermoto classe Sport (su Husqvarna)
- 2000: 6º posto Campionato Francese Supermoto classe Prestige (su Husqvarna)
- 2000: 3º posto Campionato Francese Supermoto classe 400 (su Husqvarna)
- 2000: 2º posto Guidon D'or di Parigi (su Husqvarna)
- 2001: 2º posto Campionato Europeo Supermoto (su Husqvarna)
- 2001: 2º posto Campionato Francese Supermoto classe 400 (su Husqvarna)
- 2001: 2º posto Campionato Francese Supermoto classe Prestige (su Husqvarna)
- 2001: 4º posto Campionato Internazionale d'Italia Supermoto (su Husqvarna)
- 2001: 3º posto Superbikers di Mettet (su Husqvarna)
- 2001: 2º posto Guidon d'Or di Parigi (su Husqvarna)
- 2002: 15º posto Campionato Mondiale Supermoto (su Husqvarna)
- 2002: 6º posto Campionato Europeo Supermoto (su Husqvarna)
- 2002: 13º posto Campionato Francese Supermoto classe Prestige (su Husqvarna)
- 2002: 13º posto Campionato Internazionale d'Italia Supermoto (su Husqvarna)
- 2002: 2º posto Guidon d'Or di Parigi (su Husqvarna)
- 2003: 2º posto Campionato Mondiale Supermoto (su KTM)
- 2003: 14º posto Campionato Europeo Supermoto classe 450cc (su KTM)
- 2003: Campione Francese Supermoto classe 450 (su KTM)
- 2003: Campione Francese Supermoto classe Prestige (su KTM)
- 2003: Vincitore Superbikers di Mettet (su KTM)
- 2003: 2º posto Guidon d'Or di Parigi (su KTM)
- 2004: 2º posto Campionato Mondiale Supermoto S1 (su KTM)
- 2004: Campione Francese Supermoto classe Prestige (su KTM)
- 2004: 15º posto Campionato Internazionale d'Italia Supermoto (su KTM)
- 2004: 5º posto Guidon d'Or di Parigi (su KTM)
- 2004: 41º posto Campionato AMA Supermoto (1 gara su 7) (su KTM)
- 2004: 39º posto Campionato AMA Supermoto Unlimited (1 gara su 7) (su KTM)
- 2005: 2º posto Campionato Francese classe 450 (su KTM)
- 2005: 23º posto Campionato Tedesco Supermoto classe 450 (1 gara su 6) (su KTM)
- 2005: Vincitore Guidon D'or di Parigi (su KTM)
- 2005: CAMPIONE DEL MONDO SUPERMOTO S2 (su KTM)
- 2006: 5º posto Campionato Mondiale Supermoto S2 (su KTM)
- 2006: 20º posto Campionato Francese Supermoto classe 450 (su Yamaha)
- 2006: 23º posto Campionato Internazionale d'Italia Supermoto classe Sport (2 gare su 6) (su Yamaha)
- 2006: 16º posto Campionato Austriaco Supermoto S2 (1 gara su 6) (su KTM)
- 2007: 10º posto Campionato Mondiale Supermoto S1 (su Kawasaki)
- 2007: 6º posto Campionato Francese Supermoto classe 450 (su Kawasaki)
- 2008: 7º posto Campionato Mondiale Supermoto S1 (su TM)
- 2008: 8º posto Campionato Internazionale d'Italia Supermoto S1 (su TM)
- 2009: 3º posto Campionato Francese Supermoto S1 (su Honda)
- 2009: 6º posto Superbikers di Mettet (su Honda)
- 2009: 2º posto King Of Motard di Cogliate (su Suzuki)
- 2009: 2º posto Supermotard Indoor De Tours (su Honda)
- 2009: 14º posto Trofeo BIHR Supermoto (su Honda)
- 2010: 6º posto Campionato Francese Supermoto S1 (5 gare su 7) (su Honda)
- 2010: 9º posto Superbikers di Mettet (su Honda)
- 2010: 9º posto Supermotard Indoor De Tours (su Honda)
- 2011: 2º posto Campionato Francese Supermoto classe Prestige (su Suzuki)
- 2011: 4º posto Supermotard Indoor De Tours (su Suzuki)